# José de Jesús Núñez y Domínguez
José de Jesús Núñez y Domínguez (n. Papantla, Veracruz; 27 de abril de 1887 - f. Santiago de Chile; 31 de marzo de 1959), fue un periodista, poeta, político, diplomático y académico mexicano. Su producción poética fue de tendencia neorromántica,  mientras que su producción en prosa se centró en asuntos históricos y de ensayo.

## Semblanza biográfica
Realizó sus primeros estudios en su ciudad natal, después, se trasladó a la Ciudad de México para ingresar a la Escuela Nacional Preparatoria. Comenzó a cursar la licenciatura en Derecho, pero abandonó la carrera para dedicarse al periodismo. Con la ayuda de Luis G. Urbina, colaboró con El Mundo Ilustrado, la Revista Moderna y El Imparcial. Fue elegido diputado para representar a su estado en el Congreso de la Unión de 1913 a 1914. 
Fundó las revistas La Semana y El Mercurio Ilustrado, fue director de la Revista de Revistas durante veinte años. En 1917, colaboró con Rafael Alducin, siendo miembro fundador del periódico Excélsior, llegando a ser director del mismo —así como de El Universal Gráfico—, de 1940 a 1945. En 1944 fue director del Museo Nacional de Arqueología, Historia y Etnografía.
Fue nombrado miembro de número de la Academia Mexicana de la Historia en 1932, ocupó el sillón 3. El 26 de febrero de 1930 fue nombrado miembro corresondiente de la Academia Mexicana de la Lengua, y años más tarde fue elegido miembro de número, tomó posesión de la silla VIII el 25 de enero de 1946. En los últimos años de su vida se dedicó a la vida diplomática, fue embajador de México en Bélgica de 1946 a 1949, de República Dominicana de 1949 a 1951, de Honduras, y de Chile en donde murió el 31 de abril de 1959.

## Obras publicadas
- Holocaustos, en 1915.
- La hora del Ticiano, en 1917.
- El rebozo, en 1917.
- Los poetas jóvenes de México, en 1918.
- Música suave, en 1921.
- El inútil dolor, en 1923.
- El dolor inútil, en 1924.
- Cuentos mexicanos en 1927.
- Un virrey limeño en México. Don Juan de Acuña. Marqués de Casa Fuerte, en 1927.
- Bolívar en México, contribución en el centenario de su muerte, en 1930.
- Gestas del solar nativo, en 1933.
- Martí en México, en 1933.
- Espuma de mar, en 1935.
- Poesías selectas, en 1935.
- Espuma de mar, en 1936.
- Poesías selectas, de 1937 a 1939.
- Don Antonio Benavides, el incógnito tapado, en 1945.
- La virreina mexicana, doña María Francisca de la Gándara de Calleja, en 1950.
- Cartas sin sobre y postdatas de sonetos, en 1957.